# AŽ košnica
AŽ košnica, AŽ lisnjača ili Alberti – Žnideršičeva košnica (ponekad se naziva i samo lisnjača) je vrsta košnice koja ima stalni obujam (volumen) i otvara se sa stražnje strane. Sastoji se iz plodišta s hranilicom (dolje) i medišta (gore) podijeljenih vodoravnom pregradom u koju je ugrađena matična rešetka. Micanjem zadnje mrežaste pregrade oslobađamo okvire koji se mogu micati, pa stoga spada u lisnjače. Idealna je za prijevoz (transport) i ugradnju u paviljonski pčelinjak. Postoje 2 tipa AŽ košnica: AŽ Standard i AŽ Grom. Razlika je u mjerama (dimenzijama) okvira, kojih je 10 ili 11. Okviri nemaju ušice, stoje na 2 poprečne šipke, a s prednje i zadnje strane ulaze u limene razmake. Glavni nedostatak ove košnice je pojedinačno oduzimanje okvira s medom.

## Objašnjenje
AŽ košnica je manje zastupljena u Hrvatskoj, industrijski se kod nas ne proizvodi, a ranije su je pčelari ili nabavljali u Sloveniji ili su je sami izrađivali. To je košnica ograničenog prostora, a najčešće se proizvodi s 20 jednakih okvira unutarnjih mjera 390 x 230 milimetara (ili 394 x 235 mm). Okviri se stavljaju po 10 u donji i 10 u gornji red, tako da donji okviri služe za plodište, a gornji za medište. U košnici je sa stražnje strane ugrađena hranilica, a između plodišta i medišta je matična rešetka. 
Dobre osobine te košnice su što, zbog paviljonskog načina pčelarenja, pčele u njima odlično zimuju, a pogodne su i za seljenje, jer se paviljon može smjestiti na kamion ili prikolicu, tako da se pčelinjak može pokrenuti radi seljenja bez utovara i istovara. 
Osnovni nedostatak te košnice je mali obujam (volumen) i ograničen prostor, što je glavni razlog zašto nije našla primjenu u zemljama sa snažnim pčelarstvom. Zbog tog nedostatka njome se ne može najviše (maksimalno) iskoristiti jaka pčelinja paša kao s košnicama neograničenog prostora (na primjer LR košnica). Loša strana AŽ košnica je još i to što se, kod paviljonskog načina pčelarenja, veliki broj matica gubi pri izlasku na oplodnju, zbog nalijetanja stranih matica, a ako je paviljon na motornom vozilu, pri njegovom kvaru problem je popravka u garaži. Isto tako, pri požaru paviljon se teško može spasiti.
AŽ košnicu ili AŽ lisnjaču je konstruirao je njemački učitelj Alberti 1873., a 1907. u Sloveniju ju je doveo slovenski pčelar Anton Žnideršič, pa na ovom prostoru lisnjače još nazivaju i Alberti – Žnideršičeve košnice ili, skraćeno, AŽ košnice. AŽ košnica nije nastavljača, ali u zajedničkom sanduku ima razdvojeno plodište i medište, po potrebi su s dva leta, s tim da je na medištu manje a na plodištu veće leto, dok su okviri najčešće vanjskih mjera 410 x 260 mm. Odlikuju se izuzetno povoljno riješenim sistemom ventilacije. Ima 9, 10 ili 11 okvira, veoma su zgodne za seljenje, ali je rad s njima malo složeniji, naročito ako je u pitanju pregled pčela. Veoma su rasprostranjene u Sloveniji.

## Okviri košnice
Satni okvir, satnik, okvir saća ili okvir košnice (razgovorno u pčelarstvu okvir) je najvažniji sastavni dio košnice jer je okvir učinio pčelinje gnijezdo pokretnim i pristupačnim pčelaru za pregled i rad. Okvir se sastoji od 4 drvene letvice koje su sastavljene pod pravim kutom. Gornja je letvica (satonoša) dulja od ukupne širine okvira i čini na svakoj strani produžetak od 15 milimetara (uši okvira). Na tim ušima visi okvir u košnici, oslonjen je na prednju i stražnju stijenu u posebno izrađenom poluutoru ili utoru (razgovorno "falcu"). Okviri i satine (satina je skup šesterostranih saća ili stanica koje su pravilno poredane jedna do druge) u njima razmaknuti su jedan od drugoga, tako da je među satinama slobodan prostor, širok oko 10 milimetara, što služi pčelama za rad i prolaz.

### Primjer
Da bi se izbjegla zbrka s unutarnjim i vanjskim mjerama, dat je primjer sa svim mjerama: unutarnja visina i širina okvira, što je ujedno mjera satine, zatim debljina svih letvica i potom njihov zbroj, to jest vanjska mjera okvira. I to prema prijedlogu za standard, za 3 vrste okvira: Langstroth – Rootov okvir (LR), Dadant – Blattov okvir (DB) i Alberti – Žnideršičev okvir (AŽ):
| U milimetrima (mm)     | LR  | DB  | AŽ  |
| ---------------------- | --- | --- | --- |
| Debljina satonoše      | 20  | 20  | 20  |
| Unutarnja visina D     | 202 | 270 | 235 |
| Debljina donje letvice | 10  | 10  | 10  |
| Vanjska visina B       | 232 | 300 | 260 |

| U milimetrima (mm)     | LR  | DB  | AŽ  |
| ---------------------- | --- | --- | --- |
| Debljina bočne letvice | 8   | 8   | 8   |
| Unutarnja širina C     | 434 | 424 | 394 |
| Debljina bočne letvice | 8   | 8   | 8   |
| Vanjska širina A       | 450 | 440 | 410 |

| U milimetrima (mm)     | LR  | DB  |
| ---------------------- | --- | --- |
| Debljina satonoše      | 20  | 20  |
| Unutarnja visina D     | 115 | 115 |
| Debljina donje letvice | 10  | 10  |
| Vanjska visina B       | 145 | 145 |

Iz tabela se vidi da je visina poluokvira ista i za LR i za DB okvire. Širina poluokvira je ista kao i širina okvira. Mjere okvira za pološku nisu spomenute jer pološka, prema prijedlogu standarda, ima mjere DB okvira. Pološka i AŽ košnica nemaju poluokvira. 
Poluokvir u DB košnici služi za medište. Poluokvir u LR košnici služi za medište kad se proizvodi med u saću, a može se upotrijebiti i u proizvodnji vrcanog meda. Inače, redovno, za medište služi cijeli okvir. Isto tako AŽ košnica ima isti okvir i u plodištu i u medištu. Pološka nema posebnog medišta, nego se ono nalazi u istoj ravnini s plodištem, s jedne i druge strane plodišta, na jednakim okvirima. 